# Pene Kedem
Pene Kedem (hebr. פְּנֵי קֶדֶם) – wieś i osiedle żydowskie położone w Samorządzie Regionu Gusz Ecjon, w Dystrykcie Judei i Samarii, w Izraelu.

## Położenie
Osiedle jest położone w bloku Gusz Ecjon na Wyżynie Judzkiej, w pobliżu starożytnej twierdzy Herodion w Judei, w otoczeniu terytoriów Autonomii Palestyńskiej.

## Historia
Osadę założyli w październiku 2000 żydowscy osadnicy.